# Petrocub Hîncești
Der FC Petrocub Hîncești ist ein 1994 gegründeter moldauischer Fußballverein aus der Stadt Hîncești, der seit 2015 in der höchsten Liga des Landes, der Divizia Națională, spielt.

## Geschichte
Der Verein wurde 1994 unter dem Namen Petrocub-Condor Sărata-Galbenă gegründet. Der Verein trägt seine Heimspiele im 2.672 Zuschauer fassenden Stadionul Orășenesc aus. Bei internationalen Heimspielen weicht er in der Regel auf das Stadionul Zimbru in Chișinău aus.
2015 gelang Petrocub als Vizemeister der zweitklassigen Divizia A der Aufstieg in die erstklassige Divizia Națională. Mit einem achten Platz in der Saison 2015/16 gelang dem Verein der Einstand, 2016/17 besserte man sich auf Platz 6. Die anschließende Saison wurde übergangsweise nur von Juli bis November geführt; Petrocub erreichte hierbei den dritten Platz hinter den beiden dominanten Vereinen Sheriff Tiraspol und FC Milsami. Der Verein durfte folglich an der Qualifikation zur UEFA Europa League 2018/19 teilnehmen, schied jedoch bereits in der ersten Runde knapp gegen den kroatischen NK Osijek (1:1 h; 1:2 a) aus.
2018 wurde Petrocub erneut Dritter, da man mit dem Vizemeister FC Milsami punktgleich war, jedoch die schlechtere Tordifferenz aufwies. Auch diesmal kam der Verein nicht über die 1. Qualifikationsrunde der Europa League hinaus, da man gegen AEK Larnaka aus Zypern beide Spiele jeweils mit 0:1 verlor. Auch 2019 wurde Platz 3 erreicht, im Juni 2020 konnte daraufhin der erste Vereinstitel gewonnen werden. Im Finale des moldauischen Pokals spielte man gegen Sfântul Gheorghe Suruceni 0:0 unentschieden und gewann anschließend im Elfmeterschießen. Petrocub unterlag aber auch diesmal in der 1. Qualifikationsrunde der Europa League. Diesmal hatte man mit 0:2 gegen den FK TSC aus Serbien das Nachsehen.
In der Saison 2020/21 konnte Petrocub Vizemeister werden, hatte hierbei aber 16 Punkte Rückstand auf Sheriff Tiraspol. In der Qualifikation zur neu gegründeten UEFA Europa Conference League konnte der Verein erstmals eine Qualifikationsrunde überstehen. Petrocub setzte sich hierbei knapp gegen den nordmazedonischen Vertreter Sileks Kratovo (1:1 a; 1:0 h) durch, unterlag jedoch in der zweiten Runde Sivasspor aus der Türkei (0:1 h; 0:1 a). Die Saison 2021/22 wurde ebenfalls als Vizemeister beendet, diesmal mit sechs Punkten Rückstand auf Sheriff Tiraspol. In der Conference-League-Qualifikation kam der Verein nach Siegen über den maltesischen FC Floriana (0:0 a; 1:0 h) und den albanischen KF Laçi (0:0 h; 4:1 a) bis in die dritte Runde. Dort scheiterte man deutlich am Fehérvár FC aus Ungarn (0:5 a; 1:2 h).
Zur Saison 2022/23 wurde in der Super Liga – seither neuer Name der Divizia Națională – das Meisterschafts-Play-off eingeführt. Sowohl in der Hauptrunde als auch im Play-off belegte Petrocub in dieser Saison den zweiten Platz und durfte hierbei erstmals die 1. Qualifikationsrunde zur Conference League überspringen. In der zweiten Runde scheiterte man jedoch am israelischen Spitzenklub Maccabi Tel Aviv (0:2 a; 0:3 h). In der Saison 2023/24 gelang dem Verein sensationell das nationale Double aus dem ersten Meistertitel und dem zweiten Pokalsieg der Vereinsgeschichte. In der Liga belegte man in der Hauptrunde noch den zweiten Platz, woraufhin man im Meisterschafts-Play-off den ersten Platz eroberte. Der Pokal wurde wiederum mit einem 3:1-Finalsieg über Zimbru Chișinău gewonnen.
Durch den Meistertitel debütierte der Verein in der Qualifikation zur UEFA Champions League. In der 1. Runde konnte man sich knapp gegen Ordabassy Schymkent aus Kasachstan durchsetzen (0:0 a; 1:0 h), scheiterte aber in der 2. Runde ebenso knapp am zyprischen Rekordverein APOEL Nikosia (0:1 a; 1:1 h). Beim Umstieg in die Europa-League-Qualifikation war man in der 3. Runde gegen The New Saints FC aus Wales erfolgreich (1:0 h; 0:0 a) und sicherte sich damit im Vorfeld das Debüt in einer internationalen Endrunde. In den Play-offs gegen den bulgarischen Serienmeister Ludogorez Rasgrad blieb man jedoch chancenlos (0:4 a; 1:2 h) und musste daher mit der Ligaphase der UEFA Conference League vorliebnehmen.

## Erfolge
- Moldauische Meisterschaft (1): 2023/24
- Moldauischer Pokal (2): 2019/20, 2023/24

## Europapokalbilanz
| Saison  | Wettbewerb                    | Runde                  | Gegner                 | Gesamt | Hin     | Rück    |
| ------- | ----------------------------- | ---------------------- | ---------------------- | ------ | ------- | ------- |
| 2018/19 | UEFA Europa League            | 1. Qualifikationsrunde | NK Osijek              | 2:3    | 1:1 (H) | 1:2 (H) |
| 2019/20 | UEFA Europa League            | 1. Qualifikationsrunde | AEK Larnaka            | 0:2    | 0:1 (A) | 0:1 (H) |
| 2020/21 | UEFA Europa League            | 1. Qualifikationsrunde | TSC Bačka Topola       | 0:2    | 0:2 (H) | 0:2 (H) |
| 2021/22 | UEFA Europa Conference League | 1. Qualifikationsrunde | Sileks Kratovo         | 2:1    | 1:1 (A) | 1:0 (H) |
| 2021/22 | UEFA Europa Conference League | 2. Qualifikationsrunde | Sivasspor              | 0:2    | 0:1 (H) | 0:1 (A) |
| 2022/23 | UEFA Europa Conference League | 1. Qualifikationsrunde | FC Floriana            | 1:0    | 0:0 (A) | 1:0 (H) |
| 2022/23 | UEFA Europa Conference League | 2. Qualifikationsrunde | KF Laçi                | 4:1    | 0:0 (H) | 4:1 (A) |
| 2022/23 | UEFA Europa Conference League | 3. Qualifikationsrunde | Fehérvár FC            | 1:7    | 0:5 (A) | 1:2 (H) |
| 2023/24 | UEFA Europa Conference League | 2. Qualifikationsrunde | Maccabi Tel Aviv       | 0:5    | 0:3 (A) | 0:2 (H) |
| 2024/25 | UEFA Champions League         | 1. Qualifikationsrunde | Ordabassy Schymkent    | 1:0    | 0:0 (A) | 1:0 (H) |
| 2024/25 | UEFA Champions League         | 2. Qualifikationsrunde | APOEL Nikosia          | 1:2    | 0:1 (A) | 1:1 (H) |
| 2024/25 | UEFA Europa League            | 3. Qualifikationsrunde | The New Saints FC      | 1:0    | 1:0 (H) | 0:0 (A) |
| 2024/25 | UEFA Europa League            | Play-offs              | Ludogorez Rasgrad      | 1:6    | 0:4 (A) | 1:2 (H) |
| 2024/25 | UEFA Conference League        | Ligaphase              | Paphos FC              | 1:4    | 1:4 (H) | 1:4 (H) |
| 2024/25 | UEFA Conference League        | Ligaphase              | Jagiellonia Białystok  | 0:2    | 0:2 (A) | 0:2 (A) |
| 2024/25 | UEFA Conference League        | Ligaphase              | SK Rapid Wien          | 0:3    | 0:3 (H) | 0:3 (H) |
| 2024/25 | UEFA Conference League        | Ligaphase              | Istanbul Başakşehir FK | 1:1    | 1:1 (A) | 1:1 (A) |
| 2024/25 | UEFA Conference League        | Ligaphase              | Betis Sevilla          | 0:1    | 0:1 (H) | 0:1 (H) |
| 2024/25 | UEFA Conference League        | Ligaphase              | Heart of Midlothian    | 2:2    | 2:2 (A) | 2:2 (A) |
| 2025/26 | UEFA Conference League        | 1. Qualifikationsrunde | FC Birkirkara          | 3:1    | 0:1 (A) | 3:0 (H) |
| 2025/26 | UEFA Conference League        | 2. Qualifikationsrunde | Sabah FK               | 1:6    | 0:2 (H) | 1:4 (A) |

Gesamtbilanz: 35 Spiele, 6 Siege, 9 Unentschieden, 20 Niederlagen, 21:51 Tore (Tordifferenz −30)
Stand: 31. Juli 2025